# Not a Robot
I Am Not a Robot (hangul: 로봇이 아닙니다, RR: Robot Anibnida, lit. Not a Robot), es una serie web surcoreana transmitida del 27 de mayo del 2019 hasta julio del 2019 a través de Naver TV Cast.

## Historia
La historia sigue a Cha Ga-eun, una joven que prefiere vivir aislada del mundo, cuya vida cambia cuando conoce a Ahn Do-young, un robot doméstico que comienza a ir a la escuela con ella.
Ga-eun poco a poco comienza a abrirse con la ayuda de sus amigos Han Yeo-reum, Yoo Min, Kim Ji Ho y Jung Sung-yun. Juntos deberán proteger a Do-young de las personas que quieren hacerle daño, así como del hecho de que es un robot.

## Reparto

#### Personajes principales
| Actor       | Personaje    | Ocupación          | Nº de episodios | Duración |
| ----------- | ------------ | ------------------ | --------------- | -------- |
| Lee Soo-min | Cha Ga-eun   | Estudiante         | 12              | 2019     |
| Ji Min-hyuk | Ahn Do-young | Estudiante / Robot | 12              | 2019     |

#### Personajes recurrentes
| Actor        | Personaje     | Ocupación  | Nº de episodios | Duración |
| ------------ | ------------- | ---------- | --------------- | -------- |
| Kim Do-ah    | Han Yeo-reum  | Estudiante | 12              | 2019     |
| Nam Yoon-soo | Jung Sung-yun | Estudiante | -               | 2019     |
| Oh Se-eun    | Yoo Min       | Estudiante | 12              | 2019     |
| Yoo Kyung    | Kim Ji Ho     | Estudiante | 12              | 2019     |
| -            | Ryu Jae-ho    | Estudiante | 2               | 2019     |

#### Otros personajes
| Actor | Personaje   | Ocupación                    | Episodio donde apareció | Duración |
| ----- | ----------- | ---------------------------- | ----------------------- | -------- |
| -     | Lee Ki-hoon | Estudiante / Amigo de Jae-ho | 4, 8                    | 2019     |
| -     | Byeong-gyu  | Estudiante / Amigo de Jae-ho | 4, 8                    | 2019     |

#### Apariciones especiales
| Actor          | Personaje    | Ocupación                       | Episodios donde apareció | Duración |
| -------------- | ------------ | ------------------------------- | ------------------------ | -------- |
| Jang Sung-yoon | Joo Da-yeong | Estudiante / ex-Amiga de Ga-eun | 10-12                    | 2019     |

## Episodios
La serie web está conformada por 12 episodios, los cuales son emitidos todos los lunes y miércoles a las 22:00 KST.
| No. | Título                                                 | Fecha de Emisión |
| --- | ------------------------------------------------------ | ---------------- |
| 1   | The Reason I'm Afraid to Talk to My Own Friends        | 2019             |
| 2   | The Easiest Way to Solve Misunderstandings             | 2019             |
| 3   | How to Tell if You Like Someone                        | 2019             |
| 4   | The Reason I Try To Be a Good Person                   | 2019             |
| 5   | The Reason I Hate Group Projects                       | 2019             |
| 6   | My Friends Are Avoiding Me                             | 2019             |
| 7   | The Moment You Became More Than Just A Friend          | 2019             |
| 8   | When Your Crush Is Being Bullied                       | 2019             |
| 9   | The Moments When Your Heart Beats Like Crazy           | 2019             |
| 10  | When You Keep Running Into Your Ex-best Friend         | 2019             |
| 11  | My Best Friend Disappeared On His Way Home From School | 2019             |
| 12  | The Empty Space You Left Behind                        | julio de 2019    |

## Música
La OST de la serie web es distribuida por Genie Music, la primera parte fue lanzada el 30 de junio del 2019.

### Parte 1
| No. | Intérprete                 | Canción                | Duración |
| --- | -------------------------- | ---------------------- | -------- |
| 1   | Min Su (민수) y Samuel Seo | Prod. Ra.D (티 내볼게) |          |

## Producción
La serie web es dirigida por Jung Gyoo-sun (정규선) quien cuenta con el apoyo del guionista Kim Yi-rang (김이랑).